# Sciomesa oberthueri
Sciomesa oberthueri là một loài bướm đêm trong họ Noctuidae.